# Орден Драконова дерева
Орден Драконова дерева — государственная награда Кабо-Верде.

## История
Орден Драконова дерева был учреждён на основании закона № 20/III/87 от 3 июня 1987 года. Орден посвящён Драконову дереву, символизирующему стойкость, с которой народ Островов Зелёного Мыса борется за национальную независимость.
Орденом награждают за заслуги в экономическом, культурном, научном и техническом развитии государства. 
Орден вручается от имени Президента Кабо-Верде по его собственной инициативе, по предложению Национального собрания или правительства.
Орден может вручаться иностранным гражданам, а так же посмертно.

## Степени
Имеет три класса.
- 1 класс – знак ордена на шейной ленте и нагрудная звезда
- 2 класс – знак ордена на шейной ленте
- 3 класс – знак ордена

## Описание
Знак ордена – золотая медаль, в центре которой изображение листа драконового дерева в виде шестнадцатиконечного цветка зелёной эмали с пятиконечной звёздочкой чёрной эмали в центре. От листа к краю медали выгравированы лучики.
Звезда ордена золотая, имеющая форму пятиугольника со скругленными углами. В центре звезды круглый медальон с изображением листа драконового дерева в виде шестнадцатиконечного цветка зелёной эмали с пятиконечной звёздочкой чёрной эмали в центре. От медальона к краям выгравированы лучики.
Орденская лента шёлковая муаровая зелёного цвета с жёлтыми полосками, отстающими от края.
Символами ордена являются розетка и орденская планка.
Орденские планки
|         |         |         |
| 1 класс | 2 класс | 3 класс |